# Coronation
Coronation – minialbum polskiej grupy muzycznej Damnation. Wydawnictwo ukazało się w 1997 roku nakładem wytwórni muzycznej Last Episode. Nagrania zostały zarejestrowane i zmiksowane w PJ Studios w lutym 1997 roku we współpracy z producentem muzycznym Robertem Hajdukiem. Na płycie znalazły się trzy premierowe utwory oraz kompozycja „The Land of Degradation” pochodząca z debiutu formacji Reborn... (1995). Pierwsze trzy utwory zostały wydane ponownie w 2003 roku na kompilacji Resurrection of Azarath.

## Lista utworów
Opracowano na podstawie materiału źródłowego.
| Nr | Tytuł utworu              | Słowa  | Muzyka          | Długość |
| -- | ------------------------- | ------ | --------------- | ------- |
| 1. | „Coronation”              | Bart   | Les & Damnation | 04:13   |
| 2. | „Spell Master”            | Les    | Les & Damnation | 04:50   |
| 3. | „Sworn To the Darkside”   | Les    | Les & Damnation | 03:47   |
| 4. | „The Land of Degradation” | Varien | Les & Damnation | 05:12   |
|    |                           |        |                 | 18:02   |

## Twórcy
Opracowano na podstawie materiału źródłowego.
| - Leszek „Les” Dziegielewski – gitara, wokal - Bartłomiej „Bart” Szudek – gitara - Adam „Nergal” Darski – gitara basowa - Zbigniew „Inferno” Promiński – perkusja | - Robert Hajduk – inżynieria, miksowanie, produkcja muzyczna - Vox Mortis – mastering - Marquiz – okładka - Last Epitaph Productions – producent wykonawczy |